# Thelomma occidentale
Thelomma occidentale är en lavart som först beskrevs av Herre, och fick sitt nu gällande namn av Tibell. Thelomma occidentale ingår i släktet Thelomma och familjen Physciaceae.   Inga underarter finns listade i Catalogue of Life.